# Минашин, Владимир Павлович
Владимир Павлович Минашин (1916 — ?) — советский учёный в области радиотехники и связи, кандидат технических наук, лауреат Ленинской премии (1964).

## Биография
Родился 05.10.1916 в Москве.
С 1939 по 1946 г. в РККА, во время войны служил на складе военной техники на границе с Монголией. Награждён орденом Отечественной войны II степени (1985).
Окончил Московский институт инженеров связи (1949).
В 1949—1967 и 1976—1992 гг. работал в НИИ радио (НИИР) (НИИ-100 — Государственный НИИ по радиовещанию, радиосвязи и радиофикации), до 1967 г. начальник лаборатории, с 1976 г. директор института.
В 1967—1976 гг. начальник Главного космического управления Министерство связи СССР.
С 1992 г. на пенсии.
Кандидат технических наук. Автор многих научных трудов, монографий и изобретений, соавтор первого советского учебника по радиорелейной связи.
Публикации:
- Спутниковое вещание / Л. Я. Кантор, В. П. Минашин, В. В. Тимофеев. — М. : Радио и связь, 1981. — 232 с.

Лауреат Ленинской премии (1964) за радиолокационные исследования планет Венера, Меркурий и Марс.